# Modiolus lulat
Modiolus lulat is een tweekleppigensoort uit de familie van de Mytilidae. De wetenschappelijke naam van de soort is voor het eerst geldig gepubliceerd in 1891 door de Belgische malacoloog Philippe Dautzenberg.